# Саймон Мулама
Саймон Мулама (англ. Simeon Mulama; нар. 6 серпня 1980, Найробі, Кенія) — кенійський футболіст, півзахисник, виступав у футбольних клубах Єгипту, США та Швеції, а також за національну збірну Кенії.

## Клубна кар'єра
Народився в Найробі, футболом розпочав займатися у початковій школі імені доктор Аггрі. Потім грав за шкільні команди середніх шкіл Какамеги а Кісії. У 1996 році захищав кольори клубу провінціальної ліги «Гусії Мваліму», після чого перебрався до «Матаре Юнайтед» У 1998 році приєднався до «АФК Леопардс» з яким у своєму дебютному сезоні виграв кенійський чемпіонат. Проте вже 1999 року повернувся в «Матаре Юнайтед», де також був капітаном команди. З 2001 по 2007 рік виступав за єгипетський «Ісмайлі», американський «Парк Юніверситі» та шведський «Шеллефтео». У 2008 році допомагав тренувати «АК Накуру». Однак у 2009 році відновив футбольну кар'єру та повернувся до «Матаре Юнайтед».

## Кар'єра в збірній
Викликався до національної збірної Кенії, зіграв один поєдинок у кваліфікації чемпіонату світу.

## Особисте життя
Брат-близнюк Тітус Мулама також став професіональним футболістом.